# Brzozowa (Opatów)
Pour les articles homonymes, voir Brzozowa.
Brzozowa est une localité polonaise de la gmina de Tarłów, située dans le powiat d'Opatów en voïvodie de Sainte-Croix.